# Малвица ди Сопра (Авелино)
Малвица ди Сопра је насеље у Италији у округу Авелино, региону Кампанија.
Према процени из 2011. у насељу је живело 43 становника. Насеље се налази на надморској висини од 493 м.